# Rolf Becker (Dichter)
Rudolf „Rolf“ Becker (* 12. September 1912 in Erfurt; † 9. Mai 1984) war ein deutscher Lehrer und Dichter. Er verfasste nahezu 500 Gedichte und zahlreiche Anekdoten und Heimatgeschichten aus seiner Wahlheimat Schwaben und Weinsberg, von denen einige in drei Bänden gesammelt wurden.

## Leben
Becker wurde in Erfurt geboren; seine 1938 verstorbene Mutter war Lehrerin. Er wollte Medizin studieren, was an finanziellen Schwierigkeiten scheiterte. Stattdessen erlernte er den Beruf des Buchhändlers, der ihm aber nicht lag. Nach dem Reichsarbeitsdienst diente er als Soldat im Zweiten Weltkrieg und geriet nach Kriegsende für ein Jahr in amerikanische und britische Kriegsgefangenschaft.
Anschließend ließ er sich bei seinem Bruder in Unterkochen nieder, wo er in einem Eisenwerk arbeitete. Aufgrund seiner musischen Begabung wirkte er außerdem als Pianist an einer Gymnastikschule. Er fasste den Entschluss, wie seine Mutter den Lehrerberuf zu ergreifen, und war 1947 zunächst Hilfslehrkraft im Schuldienst in Heilbronn. 1949 legte er am Pädagogischen Institut in Künzelsau die erste Dienstprüfung für das Lehramt an Volksschulen ab. Außerdem erwarb er an einer Kirchenmusikschule den C-Schein als Kirchenmusiker.
Von 1949 bis 1953 arbeitete er als Lehrer in Cleebronn, wo er auch den Kirchenchor leitete und außerdem freier Mitarbeiter mehrerer Zeitungen war. Auf Anregung des Staatlichen Schulamts Heilbronn meldete er sich nach Weinsberg, wo er im November 1953 seine neue Stelle an der Volksschule antrat. An der Schule übernahm er den Schülerchor und baute ein Schulorchester auf. Bei der Ortsgruppe des Schwäbischen Albvereins war er Pressewart und leitete die Singgruppe, ab 1963 war er Vertrauensmann. Von ihm stammt auch die Melodie eines Weinsberger Liedes, dessen Text der ehemalige Weinsberger Dekan Erich Weismann verfasste. Im Nachrichtenblatt für die Stadt Weinsberg und in der Heilbronner Stimme veröffentlichte er als freier Mitarbeiter, teils unter dem Kürzel robe, zahlreiche Konzert- und Veranstaltungsberichte, Betrachtungen und Glossen. Von 1957 bis 1961 erschienen in der Heilbronner Stimme zudem regelmäßig Wochengedichte Beckers.
Aufgrund eines Herzinfarkts im Herbst 1964 musste Becker in den Ruhestand treten, den er mit seiner Frau Anni in Weinsberg verbrachte. Nachdem schon 1963 ein erster Gedichtband erschienen war, veröffentlichte er bis 1972 mehrere weitere Bücher. Bis Ende 1976 erschienen auch weiter Berichte Beckers im Weinsberger Nachrichtenblatt, dann musste er aufgrund schwerer Erkrankungen die Berichterstattung und seine weitere schriftstellerische Tätigkeit aufgeben. Seine Heimatkunde von Weinsberg, die er unter dem Titel Weinsberg in Geschichte und Gegenwart herausgeben wollte, blieb unvollendet.
Becker starb im 72. Lebensjahr und wurde auf dem Weinsberger Friedhof beigesetzt. Die Erinnerung an ihn pflegt die Weinsberger Ortsgruppe des Schwäbischen Albvereins.

## Werke
- Unsre gute alte Stadt. Gedichte. Verlag Wilhelm Röck, Weinsberg 1963, DNB 972054936
- Gute Fahrt! Ein heiter-besinnliches Spiel zur Schulentlassung. Buchner, München 1966, DNB 456044922
- Das Lieben und das Grasen. In Verse gesetzt. Gerhard Hess Verlag, Ulm 1968, DNB 456044957
- Verschmitztes und Gewitztes. Geschichten und Anekdoten aus Schwaben. Eugen Salzer-Verlag, Heilbronn 1972, ISBN 3-7936-0513-2 (Salzers Volksbücher. 149) (2. Auflage 1978)
- als Herausgeber gemeinsam mit Fritz-Peter Ostertag: Weinsberg. Bilder aus seiner Vergangenheit. Verlag Wilhelm Röck, Weinsberg 1970, DNB 750006927